# 1932年ロサンゼルスオリンピックのフィンランド選手団
1932年ロサンゼルスオリンピックのフィンランド選手団（1932ねんロサンゼルスオリンピックのフィンランドせんしゅだん）は、1932年7月30日から8月14日にかけてアメリカ合衆国のロサンゼルスで開催された1932年ロサンゼルスオリンピックのフィンランド選手団、およびその競技結果。

## 概要
今大会は金メダル5個、銀メダル8個、銅メダル12個の合計25個のメダルを獲得した。

## メダル
| メダル | 選手名                 | 競技 | 種目           |
| ------ | ---------------------- | ---- | -------------- |
| 金     | ラウリ・レーティネン   | 陸上 | 男子5000m      |
| 金     | ボルマリ・イソ＝ホロ   | 陸上 | 男子3000m障害  |
| 金     | マッティ・ヤルビネン   | 陸上 | 男子やり投     |
| 銀     | ボルマリ・イソ＝ホロ   | 陸上 | 男子10000m     |
| 銀     | ビレ・ペルヘレ         | 陸上 | 男子ハンマー投 |
| 銀     | マッティ・シッパラ     | 陸上 | 男子やり投     |
| 銀     | アキレス・ヤルビネン   | 陸上 | 男子十種競技   |
| 銅     | ラウリ・ヴィルタネン   | 陸上 | 男子5000m      |
| 銅     | ラウリ・ヴィルタネン   | 陸上 | 男子10000m     |
| 銅     | アルマス・トイヴォネン | 陸上 | 男子マラソン   |
| 銅     | エイノ・ペンティラ     | 陸上 | 男子やり投     |